# Hermandad de la Vera Cruz (Sevilla)
La Hermandad de la Vera Cruz es una cofradía católica de Sevilla, Andalucía, España. Procesiona en Semana Santa. Su nombre es el de Muy Antigua, Siempre Ilustre, Venerable, Pontificia, Real, Fervorosa, Humilde y Seráfica Hermandad y Archicofradía de Nazarenos de la Santísima Veracruz, Sangre de Nuestro Señor Jesucristo y Tristezas de María Santísima.

## Historia
La hermandad se fundó en el año 1448 en la Casa Grande de San Francisco. Según algunos autores, en el año 1370 ya se reunían devotos de la Vera Cruz en este convento para dar culto al Santo Madero. La Vera Cruz es una advocación adoptada por muchas de las cofradías españolas más antiguas. Pertenecieron a ella los caballeros veinticuatro (cargo equivalente a concejales) y el rey Felipe II. La Hermandad celebraba con gran esplendor la fiesta de la Invención de la Cruz, obligándose dicho día a la ornamentación de su capilla y la asistencia de los hermanos con luminarias. 
En 1810, los durante la invasión francesa, el ejército invasor arrasó el convento y la hermandad tuvo que salir de la capilla. En 1812, retomada la ciudad, los franciscanos y la cofradía volvieron al convento. En 1835 el convento fue exclaustrado y en 1840 fue demolido. En esa parcela se situó la plaza Nueva.
Tras el derribo de aquel convento en 1840, la hermandad se trasladó a la Iglesia de San Alberto. En 1853 se trasladó a la iglesia del desamortizado Convento de  Santa María de la Pasión de Nuestro Señor Jesucristo, en la calle Sierpes. La iglesia fue cerrada por régimen surgido tras la Revolución de 1868 y la hermandad se trasladó de nuevo a la Iglesia de San Alberto. Desde mediados del XIX la hermandad decayó y dejó de procesionar. En 1942 la hermandad se trasladó a la Capilla del Dulce Nombre de Jesús y volvió a procesionar a partir de 1944.
Fue una de las hermandades convocadas al Vía Crucis de la Fe de Sevilla, que se celebró el 17 de febrero de 2013. Aportó una reliquia de la Lignum Crucis, que presidió el acto.

## Titulares

### Santa Vera Cruz (Lignum Crucis)
La hermandad tiene dos reliquias de la Vera Cruz, en su cruz de guía y en un relicario de plata que también procesiona. Durante la procesión, muchos fieles se acercan a besar dicho relicario. En el año 2012, la hermandad realizó su estación de penitencia acompañando solamente al relicario del Lignum Crucis, debido a las inclemencias meteorológicas.

### Cristo de la Vera Cruz

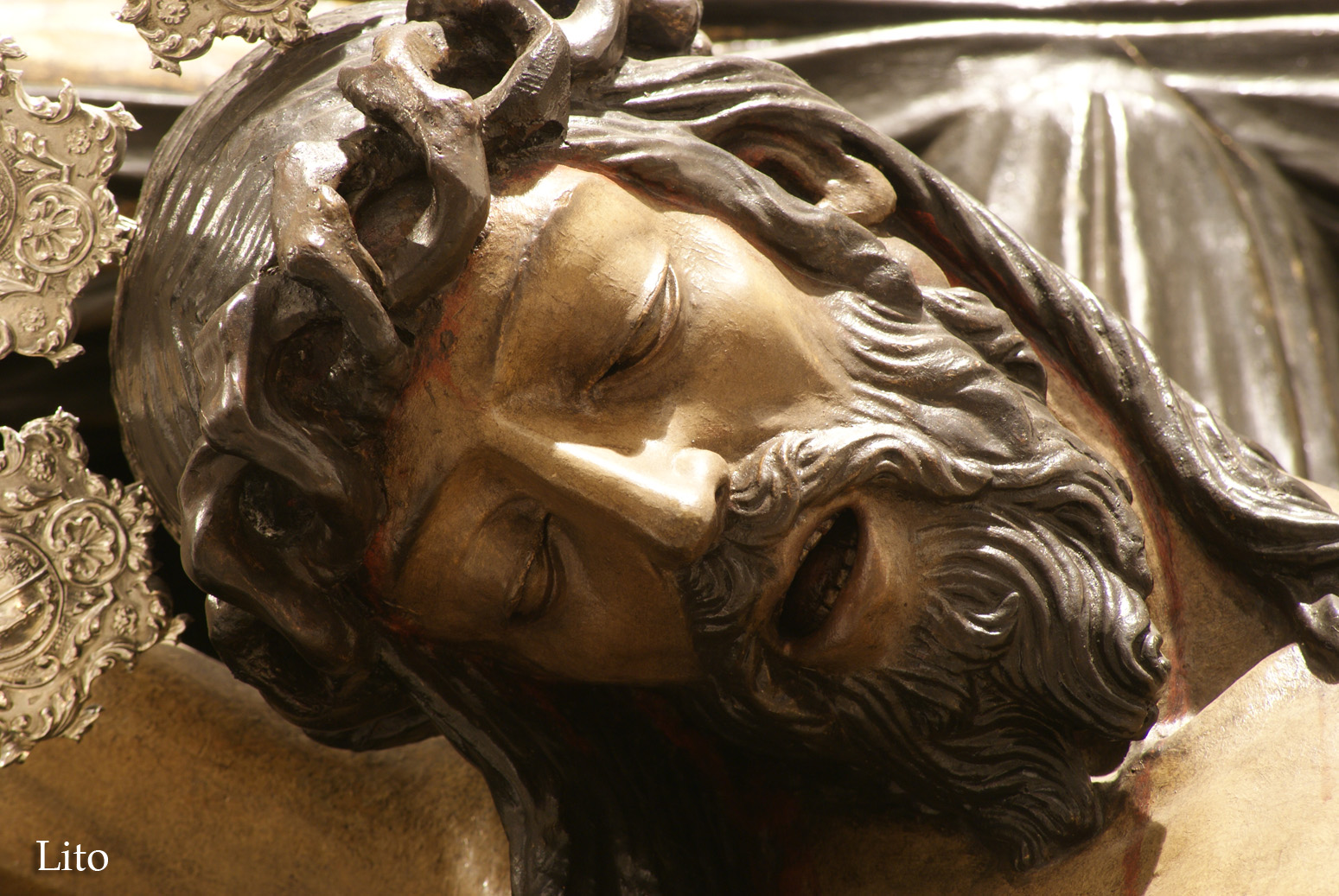
Cristo de la Vera Cruz.

El Cristo es de autor anónimo de comienzos del siglo XVI. Está hecho a una escala menor que la natural. Fue restaurado en 1978 y 1998 por el profesor Arquillo. En el año 2000 le sustituyó la cruz. Tiene potencias de plata.
Su paso actual es neobarroco en madera de caoba en su color, obra de Antonio Ibáñez de 2008. Tiene coronillas de plata de Joaquín Osorio de 2011. Junto a la imagen del Cristo hay dos ángeles ceriferarios del siglo XVIII, muy reformados por Emilio Pizarro en 1908.

### Virgen de las Tristezas

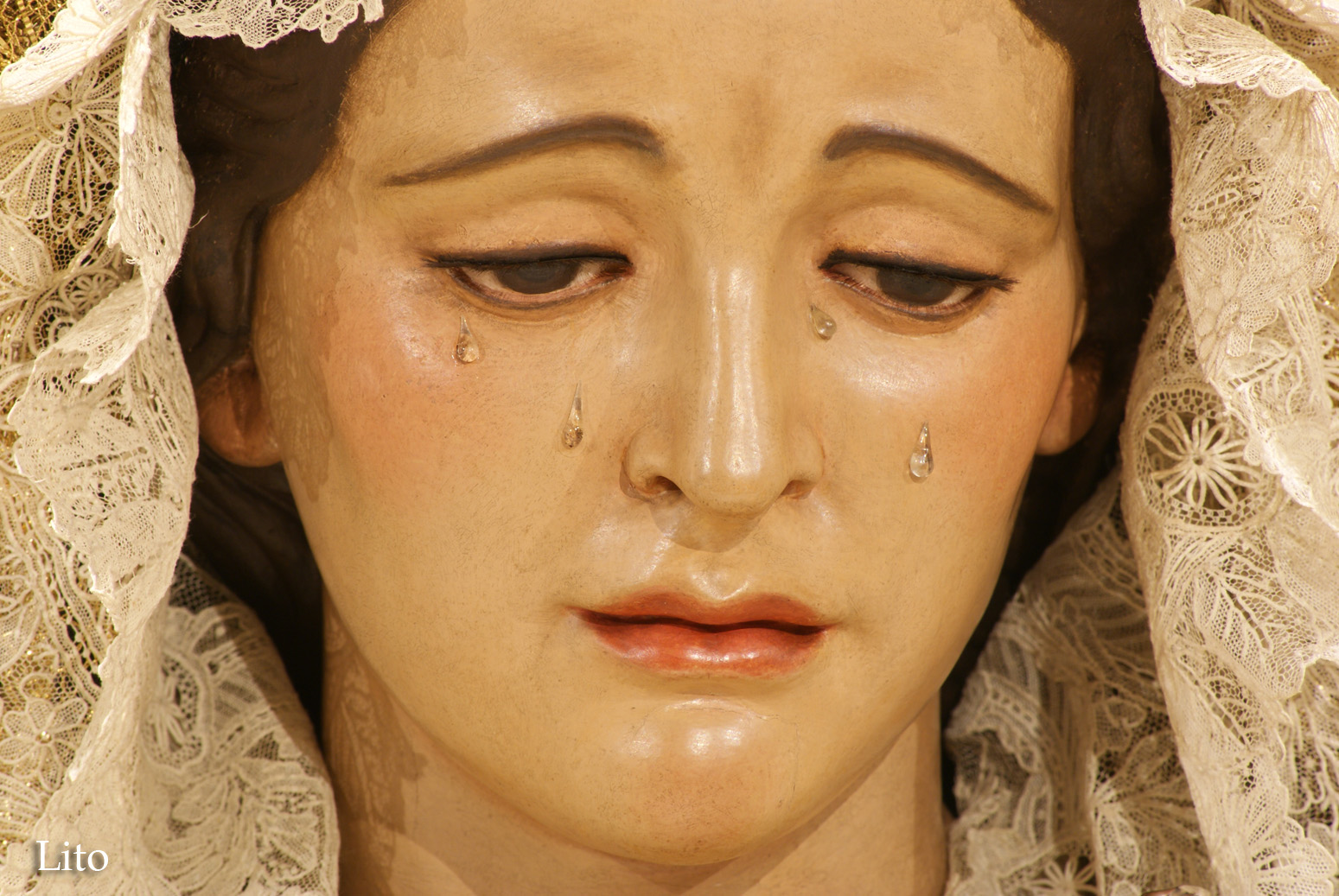
Virgen de las Tristezas.

La Virgen de las Tristezas es obra del escultor Antonio Illanes Rodríguez de 1942, que vino a sustituir a la anterior titular desaparecida. La corona y el puñal fueron realizados en plata de Emilio Méndez. El paso de palio actual fue realizado en los 2000.
|                         |
| Cristo de la Vera Cruz. |

|                          |
| Virgen de las Tristezas. |

## Sede
|                                                          |
| Casa Grande de San Francisco (1448 - 1810; 1812 - 1840). |

|                                       |
| Iglesia de San Alberto (1840 - 1853). |

|                                                                   |
| Capilla del Dulce Nombre de Jesús (1942 - 2005; 2007 - presente). |

|                                          |
| Convento de Santa Rosalía (2005 - 2007). |

## Patrimonio musical
Tras muchos años discurriendo en silencio, desde 2007 se ha incorporado música a la procesión del Lunes Santo.
El paso del Cristo de la Vera Cruz está acompañado por una coral y el palio de la Virgen de las Tristezas está acompañado por música de capilla (trío de oboe, clarinete y fagot).
Marchas
- Virgen de las Tristezas (Pedro Braña Martínez, 1949)[7]
- Lignum Crucis en Vera Cruz (José Albero Francés, 2007)[7]

Música vocal
- Himno a la Cruz (4 voces graves y capilla musical) (Sergio Asián Almanza, 2011)
- Tristis est, anima mea (4 voces graves y capilla musical) (Sergio Asián Almanza,2011)
- Vigilate et orate (4 voces graves y capilla musical) (Sergio Asián Almanza,2011)
- Jesús, acuérdate de mí (4 voces graves y capilla musical) (Sergio Asián Almanza, 2012)

## Paso por la carrera oficial
| Predecesor: San Gonzalo | Orden de entrada en la carrera oficial (Lunes Santo) 6.º lugar | Sucesor: Las Penas |